# Stanley Holloway
Stanley Augustus Holloway (Londra, 1º ottobre 1890 – Littlehampton, 30 gennaio 1982) è stato un attore britannico.

## I primi anni
Stanley Holloway nacque in un sobborgo londinese il 1º ottobre 1890, unico figlio maschio di George Augustus Holloway (1860-1936), impiegato di un avvocato e di Florence Mary Bell (1862-1913), una sarta. Nella famiglia Holloway esistevano già legami con il mondo dello spettacolo, il fratello del suo nonno materno era Charles Bernard (1830-1894) un impresario ed attore teatrale.
La famiglia paterna di Stanley era originaria del Dorset, suo nonno Augustus era orfano e venne allevato da un velaio, da adulto mise in piedi un florido negozio di spazzole e attorno al 1880 lasciò il Dorset per andare a vivere a Londra insieme alla moglie ed ai tre figli. Lì il figlio George iniziò a lavorare per l'avvocato Charles Bell e ne sposò poi la figlia Florence. Quando Stanley ebbe quindici anni il padre lasciò lui, la madre e la sorella Amelia (nata nel dicembre 1887) e da allora non ebbe più rapporti con loro.
L'educazione di Stanley si esaurì piuttosto presto, studiò alla scuola per carpentieri di Stratford, per lasciarla poi a quattordici anni, anno in cui trovò lavoro in una fabbrica per lucido da scarpe. Nello stesso anno cominciò ad esibirsi come cantante sotto il nome di "Master Stanley Holloway", un anno dopo divenne commesso presso il mercato del pesce di Billingsgate e nel 1907 si arruolò nella London Rifle Brigade nel reparto di fanteria.

## I primi passi
Nel 1910 Stanley viaggiò verso l'Essex per fare l'audizione per lo spettacolo "The White Coons Show", il ragazzo fu scelto per il ruolo e lo spettacolo rimase in scena nella località balneare di Walton-on-the-Naze per sei settimane. In quell'occasione conobbe Harry S. Pepper, il figlio del produttore, con il quale lavorò di nuovo una decina di anni dopo.
Nel 1913, anno in cui morì la madre, conobbe il commediografo Leslie Henson che lo scritturò per uno spettacolo. Da quell'incontro fortuito doveva nascere un'amicizia destinata a durare negli anni e nella sua autobiografia Stanley gli dedicò un intero capitolo definendolo "il più grande amico, mentore, ispiratore ed attore che si possa avere".
Sempre in quell'anno Stanley decise di imparare a cantare da baritono per l'opera lirica, si recò quindi a Milano dove prese lezioni da Ferdinando Guarino, la brama di iniziare una carriera vera e propria, unita ad una scrittura lo spinse, in ogni caso, ad abbandonare l'impresa e sei mesi dopo tornò in patria.
All'inizio del 1914 una tournée lo portò negli Stati Uniti d'America e in Argentina, quando scoppiò la guerra era ancora all'estero e dovette restarvi fino alla fine dei propri impegni artistici. Nel 1915 entrò nell'esercito, nel reparto di fanteria, ed il suo precedente addestramento militare lo portò al grado di Secondo sottotenente. Gli fu ordinato di andare in Francia e fece guerra di trincea per un lungo periodo, durante il quale conobbe un soldato, Micheal O'Leary, che venne insignito della Victoria Cross, e con cui rimase amico per il resto della vita.

## Mimo, attore, cantante e monologhista
Quando il conflitto finì Stanley venne smobilitato e poté riprendere la propria carriera, nel 1919 recitò nella commedia musicale di Guy Bolton e P.G. Wodehouse Kissing Time, con le musiche di Ivan Caryll, nel ruolo di protagonista cap. Harper Wentworth insieme all'amico Leslie Henson con Isabel Jeans a Londra. Nel 1921 si unì alla Royal Irish Constabulary, poco prima che venisse sciolta nel 1922.
L'anno precedente Stanley aveva girato la sua prima pellicola muta dal titolo The Rotters e l'anno dopo fu di nuovo al fianco dell'amico Henson nella commedia The Co-Optimist che ricevette un ottimo consenso di critica. Quando debuttò, lo spettacolo era al Royalty Theatre ma presto si trasferì al più grande Palace Theatre dove rimase per tutta la durata della rappresentazione. Poiché rimase in scena per diversi anni la commedia venne riscritta ciclicamente in modo da mantenerla fresca e non noiosa, l'edizione finale iniziata nel novembre 1926 era la tredicesima. Nel 1929 ne venne fatta una riduzione per il cinema e Stanley riprese, in quell'occasione, il proprio ruolo teatrale con i vecchi colleghi.
Negli stessi anni Stanley lavorò per il reparto radiofonico della BBC lavorando a fianco di personaggi come il violoncellista John Barbirolli, nel 1924 produsse anche un disco incidendo due brani che cantava in The Co-Optimist.
Dopo che The Co-Optimist venne smontato Stanley lavorò nella commedia di Vincent Youman Hit the Deck raccogliendo di nuovo buone critiche.
Verso la fine degli anni'20 Stanley iniziò a recitare e ad incidere diversi monologhi in cui recitava la parte di personaggi di propria invenzione, uno di questi fu Sam Small la cui creazione si deve ad un racconto che gli fece Henson circa un insubordinato soldato che aveva combattuto nella Battaglia di Waterloo. Il personaggio di Sam prese il cognome da Annie Small, un'amica Cockney di Henson, e gli diede un marcato accento del nord. Ancora una volta il Times lo onorò di critiche lusinghiere. Negli anni fra il 1928 e il 1930 passò dal musical al teatro di rivista e quando The Co-Optimist fu rimesso in scena al Savoy Theatre si riunì al cast. Nello stesso teatro partecipò al Savoy Follies del 1932 portando in scena il monologo The Lion and Albert scritto dal commediografo Marriott Edgar, fratellastro del più celebre Edgar Wallace. La storia parla del Signor e della Signora Ramsbottom e del loro figlio Albert che viene mangiato dal leone. All'inizio ne Edgar ne Stanley erano certi del successo del monologo, tuttavia la necessità di materiale per una cena in cui doveva esibirsi spinse l'attore ad usarlo. Il pezzo ebbe successo e segnò, non solo l'inserimento del monologo nel repertorio di Stanley, ma anche l'inizio del sodalizio con Edgar che scrisse per lui sedici pezzi.
All'età di quarantaquattro anni Stanley iniziò a recitare più assiduamente nel cinema, sia con il suo personaggio di Small Sam, sia in altre produzioni come Sing As We Go, The Vicar of Bray e Squibs tutte girate fra il 1934 e il 1937. Nel 1935 fece il suo debutto nella pantomima nel ruolo di Abanazar in Aladdin, accanto alla star del mimo Henry Lytton.

## L'arrivo nel cinema
Quando nel 1939 scoppiò il secondo conflitto mondiale, Stanley era alla soglia dei cinquanta e dunque troppo vecchio per poter prestare servizio attivo. Decise quindi di girare alcuni corti di propaganda per il British Film Institute e per la Pathé News allo scopo di risollevare il morale delle truppe al fronte, fra le pellicole si ricordano Albert's Saving del 1940 e scritta da Marriott Edgar e Worker and Warfront No.8 del 1943 di E.C. Bentley su un uomo che disdegnando di farsi curare una ferita contrae un'infezione del sangue. Negli stessi anni si dedica alla rivista con Up and Doing e poi con Fine and Dandy del 1941 al fianco di Graham Payn.
Nello stesso anno recita nel film Il maggiore Barbara diretto dal regista Gabriel Pascal e scritto da George Bernard Shaw dove interpreta il piccolo ruolo di un poliziotto. Da protagonista invece reciterà nel dramma bellico di Carol Reed La via della gloria al fianco di David Niven nel 1944, dello stesso anno è La famiglia Gibbon di David Lean e in quello successivo è di nuovo nell'ambientazione bellica di The Way to the Stars. Del 1945 è ancora al servizio di David Lean nel cupo dramma Breve incontro. Nel 1948 e nel 1951 appare sul palco per un piccolo cameo nel l'Amleto prima nel film di Laurence Olivier e poi in teatro al fianco di Alec Guinness.
Nel dopoguerra continua la propria carriera cinematografica con I misteri di Londra, tratto dal romanzo di Charles Dickens Nicholas Nickleby e nel 1948 recita nella scarsa commedia Another Shore. L'anno dopo torna alla commedia brillante in Passport to Pimlico, nel 1951 è al fianco di Alec Guinness in L'incredibile avventura di Mr. Holland dove interpreta un ladro piuttosto fantasioso e nel 1953 è ancora protagonista nel film The Titfield Thunderbolt. Tutte queste pellicole sono degli Ealing Studios e l'ultima di queste è il mediocre Meet Mr. Lucifer del 1953.
Nel 1954 torna al teatro dove interpreta Nick Bottom in Sogno di una notte di mezza estate al fianco di Robert Helpmann, l'opera, fortemente criticata, fu portata comunque in tournée e arrivò in Canada e al Metropolitan Opera House di New York.
Nel 1956 il librettista Alan Jay Lerner scritturò, prima ancora di averlo sentito, Stanley per la parte di Alfred Doolittle il padre di Eliza Doolittle, protagonista del musical My Fair Lady tratto dal Pigmalione di George Bernard Shaw. Stanley si legherà al musical sia nella sua produzione americana, che in quella londinese ed interpreterà il proprio ruolo anche nel film omonimo del 1964 di George Cukor per il quale riceverà una candidatura ai Golden Globe e una agli Academy Awards, in ambito teatrale invece guadagnerà una nomination ai Tony Award.
L'inizio degli anni '60 lo vede ancora al cinema con la commedia amara Eri tu l'amore al fianco di Peter Finch. Nel 1964 torna a calcare le scene di Broadway nell'adattamento di Oliver Twist intitolato Oliver!. Accanto ad alcune apparizioni televisive, sia in patria che in America, Stanley gira il suo ultimo film statunitense Prima vittoria per la regia di Otto Preminger sull'attacco a Pearl Harbor.

## Verso il ritiro
Sul finire degli anni '60 Stanley appare in televisione nel ruolo del maggiordomo di Lord Emsworth, interpretato da Ralph Richardson, personaggio creato dal commediografo, con cui aveva lavorato in gioventù, P.G. Wodehouse.
Negli anni '70 partecipa al Shaw Festival, manifestazione canadese dedicata al grande commediografo, interpretando due sue commedie, Candida e You Can Never Tell nel 1970 e nel 1973. Stanley gira la sua ultima pellicola nel 1975 con il mediocre La rotta del terrore di Daniel Mann.
Stanley abbandona il cinema, ma non il teatro, fino a più di ottant'anni gira il mondo con la commedia The Pleasure of His Company al fianco di Douglas Fairbanks Jr. e David Langton. La sua ultima apparizione teatrale fu nel 1980 al London Palladium all'età di 89 anni.
Stanley si sposò due volte, la prima con Alice Foran, un'orfana che incontrò nel 1913; i due si sposarono nel novembre dello stesso anno. Insieme i due ebbero quattro figli, Joan, (1914), Patricia (1920), John (1925) e Mary (1928). Poco prima della prima guerra mondiale Alice ereditò una piccola proprietà dalla madre che diede in affitto, allo scoppio del conflitto gli affittuari però non riuscirono ad onorare i loro debiti privando così Alice di una grossa parte delle entrate famigliari. Con il marito lontano, Alice tentò di far fronte alla situazione impelagandosi con degli usurai mettendo insieme un debito ancora più grosso di quello precedente. Al ritorno di Stanley dalla guerra la situazione parve sistemata, ma il fisco inglese rilevò delle mancanze e verso la fine degli anni'20 vennero dichiarati falliti. Lo stress degli anni di guerra avevano portato Alice verso la bottiglia e una cirrosi epatica la uccise nel 1937 all'età di 45 anni.
Il 2 gennaio 1939 Stanley si risposò con l'attrice Violet Lane (1913-1997). Violet, che era originaria di Leeds, rimase con Stanley fino alla morte di lui avvenuta 43 anni più tardi. Nonostante Stanley fosse ufficialmente rappresentato da un agente, la moglie si occupò di lui e della sua vita professionale con la stessa perizia, tanto che nella sua autobiografia egli scrisse "Suppongo di agire come se fossi legalmente bigamo. Lei non è solo mia moglie, è anche il mio manager, la mia cuoca, la madre dei miei figli, il mio autista, la mia amante e la mia migliore amica". I due insieme ebbero un figlio, Julian (1944), che perseguì con minore successo la carriera artistica del padre.
Stanley e Violet passarono gli anni della vecchiaia ad Angmering, nel West Sussex. Stanley morì per un ictus il 30 gennaio 1982 e venne sepolto a East Preston e lì accanto venne poi deposta anche la moglie.

## Filmografia
- The Rotters, regia di A.V. Bramble (1921)
- The Co-Optimist, regia di Laddie Cliff ed Edwin Greenwood (1929)
- Sleeping Car, regia di Anatole Litvak (1933)
- The Girl's from Maxim's, regia di Alexander Korda (1933)
- Sing as We Go, regia di Basil Dean (1934)
- D'Ye Ken John Peel, regia di Henry Edwards (1935)
- Squibs, regia Henry Edwards (1935)
- Play Up the Band, regia di Harry Hughes (1935)
- Song of the Forge, regia di Henry Edwards (1937)
- The Vicar of Bray, regia di Henry Edwards (1937)
- Sam Small Leaves Town, regia di Alfred J. Goulding (1937)
- Il maggiore Barbara (Major Barbara), regia di Gabriel Pascal (1941)
- La famiglia Gibbon (This Happy Breed), regia di David Lean (1944)
- La via della gloria (The Way Ahead), regia di Carol Reed (1944)
- Champagne Charlie, regia di Alberto Cavalcanti (1944)
- The Way to the Stars, regia di Anthony Asquith (1945)
- Breve incontro (Brief Encounter), regia di David Lean (1945)
- Cesare e Cleopatra (Caesar and Cleopatra), regia di Gabriel Pascal (1945)
- Un delitto nella notte (Wanted for Murder), regia di Lawrence Huntington (1946)
- Carnevale, regia di Stanley Haynes (1946)
- Duello all'alba (Meet Me at Dawn), regia di Peter Creswell e Thornton Freeland (1947)
- I misteri di Londra (The Life and Adventures of Nicholas Nickelby), regia di Alberto Cavalcanti (1947)
- Snowbound, regia di David MacDonald (1948)
- One Night With You, regia di Terence Young (1948)
- Amleto (Hamlet), regia di Laurence Olivier (1948)
- Tutto mi accusa (The Winslow Boy), regia di Anthony Asquith (1948)
- Nodo scorsoio (Noose), regia di Edmond T. Gréville (1948)
- Another Shore, regia di Charles Crichton (1948)
- Passaporto per Pimlico (Passport to Pimlico), regia di Henry Cornelius (1949)
- The Perfect Woman, regia di Bernard Knowles (1949)
- Midnight Episode, regia di Gordon Parry (1950)
- One Wild Oat, regia di Charles Saunders (1951)
- L'incredibile avventura di Mr. Holland (The Lavender Hill Mob), regia di Charles Crichton (1951)
- Nuda ma non troppo (Lady Godiva Rides Again), regia di Frank Launder (1951)
- Stupenda conquista (The Magic Box), regia di John Boulting (1952)
- The Happy Family, regia di Muriel Box (1952)
- Meet Me Tonight, regia di Anthony Pellisier (1952)
- The Titfield Thunderbolt, regia di Charles Crichton (1953)
- Il masnadiero (The Beggar's Opera), regia di Peter Brook (1953)
- A Day to Remember, regia di Ralph Thomas (1953)
- Meet Mr. Lucifer, regia di Anthony Pellisier (1953)
- Scandalo di notte (Fast and Loose), regia di Gordon Parry (1954)
- An Alligator Named Daisy, regia di J. Lee Thompson (1955)
- Jumping for Joy, regia di John Paddy Carstairs (1956)
- No Trees in Street, regia di J. Lee Thompson (1959)
- Eri tu l'amore (No Love for Johnny), regia di Ralph Thomas (1961)
- A 007, dalla Francia senza amore (On the Fiddle), regia di Cyril Frankel (1961)
- Alive and Kicking, regia di Ciryl Frankle (1964)
- My Fair Lady, regia di George Cukor (1964)
- Prima vittoria (In Harm's Way), regia di Otto Preminger (1965)
- Dieci piccoli indiani (Ten Little Indians), regia di George Pollock (1965)
- Questa pazza, pazza, pazza Londra (The Sandwich Man), regia di Robert Hartford-Davis (1966)
- Bersaglio umano (Target: Harry), regia di Roger Corman (1969)
- Vita privata di Sherlock Holmes (The Private Life of Sherlock Holmes), regia di Billy Wilder (1970)
- Flight of the Doves, regia di Ralph Nelson (1971)
- Up the Front, regia di Bob Kellett (1972)
- La rotta del terrore (Journey Into Fear), regia di Daniel Mann (1975)

## Doppiatori italiani
- Olinto Cristina in Amleto, L'incredibile avventura di Mr. Holland
- Amilcare Pettinelli in Breve incontro
- Giorgio Capecchi in Il masnadiero
- Luigi Pavese in My Fair Lady (dialoghi)
- Otello Felici in My Fair Lady (canto)
- Manlio Busoni in Prima vittoria

## Riconoscimenti
Premi Oscar 1965 – Candidatura all'Oscar al miglior attore non protagonista per My Fair Lady

## Spettacoli teatrali
- My Fair Lady (1956)